# Глебов-Авілов Микола Павлович
Мико́ла Па́влович Гле́бов-Аві́лов (нар. 11 (23) жовтня 1887, місто Калуга — розстріляний 13 березня 1937, місто Ростов-на-Дону) (партійний псевдонім — Гліб, Н. Глебов, справжнє прізвище Авілов), радянський державний і партійний діяч. Кандидат у члени ЦК РСДРП(б) з травня по серпень 1917 року. Кандидат у члени ЦК РКП(б) з травня 1924 по грудень 1925 року.

## Життєпис
Народився в Калузі в родині чоботаря, працював конторщиком, з 1899 року — робітником-друкарем.
Член РСДРП з 1904 року. У 1908 році навчався у партійній школі в Болоньї (Італія).
Був на підпільній партійній роботі в Калузі, Москві, Санкт-Петербурзі, на Уралі, не один раз арештовувася та відбував заслання в Тобольській губернії та Наримському краї.
У 1913—1914 співробітничав в «Правді». Після лютневої революції 1917 — втік з Наримського заслання,переїхав до Петрограда.
У 1917 році — член Невського районного комітету РСДРП(б) Петрограда. З квітня по жовтень 1917 року — член Петроградського комітету РСДРП(б) та член Виконавчого комітету Петроградської комітету РСДРП(б).
У 1917 році працював в бюро Петроградських профспілок, був редактором журналу «Вісник профспілок». З червня 1917 року — член виконавчого комітету ВЦРПС.
Після Жовтневого перевороту в складі першого Радянського уряду з 9 листопада по 22 грудня 1917 року — народний комісар пошт і телеграфів Російської Радянської Республіки.
У грудні 1917 — лютому 1918 року — помічник комісар Народного банку Російської Радянської Республіки.
У січні 1918 року — комісар Революційної оборони міста Пскова. З лютого по березень 1918 року — комісар Комітету оборони Петрограда.
У квітні — травні 1918 року — головний комісар Чорноморського флоту. Виконав директиву про затоплення Чорноморського флоту задля недопущення захоплення його німецькими силами.
У липні 1918 — березні 1919 року — відповідальний редактор газети «Труд».
10 грудня 1918 — грудень 1919 року — член колегії Народного комісаріату праці РРФСР.
У березні 1919 — квітні 1921 року — член Президії ВЦРПС.
Одночасно в березні 1919 — лютому 1920 року — секретар Президії ВЦРПС.
28 жовтня — грудень 1919 року — голова Чернігівського губернського революційного комітету (як представник Реввійськради 12-ї армії РСЧА).
З 9 по 29 травня 1920 року — народний комісар соціального забезпечення Української РСР.
9 травня 1920 — січень 1921 року — уповноважений Народного комісаріату праці РРФСР при РНК Української СРР.
З 15 травня 1920 до січня 1921 року — голова Всеукраїнського комітету із загальної трудової повинності.
У січні — квітні 1921 року — завідувач видавничого відділу ВЦРПС. У лютому — квітні 1921 року — відповідальний редактор газети «Труд».
У квітні — грудні 1921 року — відповідальний секретар Брянського губернського комітету РКП(б).
До липня 1922 року — завідувач агітаційно-пропагандистського відділу Петроградського губернського комітету РКП(б).
У липні 1922 — травні 1923 року — відповідальний організатор 1-го Міського районного комітету РКП(б) Петрограда.
У травні 1923 — січні 1924 року — відповідальний редактор «Красной газеты» (Петроград).
З 13 липня 1923 по квітень 1926 року — член Північно-Західного бюро ЦК РКП (б).
У січні 1924 — квітні 1926 року — голова Північно-Західного бюро ВЦРПС та голова Петроградської (Ленінградської) губернської ради профспілок.
Поділяв погляди «нової опозиції» у 1925 році. У 1927 році «визнав свої помилки».
У квітні 1926 — лютому 1928 року — радник Повноважного представництва СРСР в Італії.
У травні 1928 — 1932 року — начальник будівництва, з 1931 до вересня 1936 року — директор заводу «Ростсільмаш» у місті Ростові-на-Дону.
Делегат 6, 8, 9, 10, 12, 13, 14, 16, 17 з'їздів ВКП(б).
19 вересня 1936 року арештований органами НКВС СРСР за підозрою «в терористичній діяльності». 13 березня 1937 року розстріляний. Посмертно реабілітований 1956 року.